# Джонанг
Джона́нг (тиб. ཇོ་ནང་ Вайли: jo nang) — традиция тибетского буддизма, основанная в Тибете Кунпангом Чодже Цондру (1243 — 1313). Школу иногда рассматривают как подшколу Сакья, однако Джонанг развивалась как самостоятельная школа и сами её представители не считают себя частью школы Сакья.

## История Джонанг
Один из учеников Соманатхи, мастер Калачакры Юмо Микио Дордже (XI век) считается тибетским родоначальником доктрины Жентонг, выражением сияющей абсолютной природы реальности, которая отражает третий «поворот колеса» Будды Шакьямуни. Эти воззрения, наряду с практикой Калачакра-тантры, стали позднее характерной чертой Школы Джонанг. От Юмо Микьё Дордже традиция переходила через таких держателей линии как: Дхармешвара, Намкха Озёр, Намкха Гьялцен, Шераб Озёр, и Чокьи Озёр. Затем, в 1294 Кунпанг Чодже Цондру (1243 — 1313) основал Монастырь Пунтсок Чойлинг в месте по имени «Джомонанг», в Цанге. С того времени духовная традиция, связанная с тем местом, стала упоминаться как «Джонанг», и те, кто придерживается методов, сохранëнных и переданных в том месте, были известны как последователи линии «Джонанг».
Далее продолжателями традиции стали великие мастера Чангсем Гьялву Еше, Йонтен Гьялтсо и Долпопа Шераб Гьялцен.
В течение восьмидесяти лет, которые последовали за смертью Долпопы, его опыт широко распространился и стал известен как доктрина «жентонг». Это позволило учению линии Джонанг процветать повсюду на Снежной Земле. Жентонг Долпопы не был единственным в Тибете: наряду с ним, существовал Жентонг его современника — Третьего Кармапы Рангджунг Дордже. Если Жентонг Долпопы отрицает пустоту от самобытия на абсолютном уровне, ограничивая её только относительным — то Жентонг Рангджунг Дордже признаёт пустоту от самобытия на абсолютном уровне, а не только лишь на относительном.
Долпопа отрицал пустоту от самобытия на абсолютном уровне, считая абсолютное пустым лишь от другого:
«Великие Колесничие, положившие начало Традиции. Они безошибочны и обладают всеми высочайшими достоинствами. В их традиции не всё является пустым от себя. Четко отделив то, что пусто собой, от того, что пусто другим, они говорили лишь, что всё, являющееся поверхностной реальностью, пусто от себя, а то, что является абсолютным, то пусто от другого.»
Третий Кармапа Рангджунг Дордже совмещал два типа пустоты (пустоту от самобытия 18 видов — и пустоту от другого) на абсолютном уровне:
«Абсолютное же — это пустотность собственной природы, которая объясняется как восемнадцать таких пустотностей, как пустотность внутреннего и т. д., тогда как истинное выражается как самовозникающее изначальное осознавание без двойственности воспринимаемого и воспринимающего, также существующее как абсолютное.»
В начале пятнадцатого столетия, Чже Цонкапа (1357—1419) и традиция Гелуг начала оказывать доминирующее влияние на светскую власть в Центральном Тибете, при поддержке монгольских ханов. Вследствие этого доктрина Жентонг в трактовке Долпопы и Таранатхи стала подвергаться нападкам из-за противоречия философских доктрин (школа Гелуг придерживалась пустоты от самобытия на абсолютном уровне: точно так же, как Жентонг Кагью и Ньингма). Хотя критика школы Джонанг продолжала возрастать, наличие мистических лидеров, таких как Кунга Дролчок (1507—1566), который собрал «Сто восемь Сущностных Инструкций Руководства Джонанг», и продолжающаяся поддержка правителей Центрального Тибета, обеспечили процветание традиции Джонанг в то время.
Процветание традиции Джонанг продолжилось через преемника Кунги Дролчока — Таранатху (1575—1635), который был шестнадцатым и последним великим настоятелем Монастыря Джонанг Пунцог Чойлинг, и автором самых ясных комментариев о методах стадии завершения Калачакры и о воззрении Жентонг, основателем монастыря Тактен Пунцог Чойлинг.
Борьба за власть в Тибете вовлекла в свою орбиту исповедующие буддизм монгольские племена. Политическими противниками оказались, с одной стороны, сторонники школ Карма-кагью — а с другой стороны, Гелугпа. Первые опирались на силы халхаского Цокту-тайджи, а вторые на джунгарского хошута Гуши-хана. Принятие монголами, отправленными Цокту-тайджи в Тибет для ликвидации школы Гелуг, во главе с его сыном Арсланом, стороны правящей теократии, предопределило победу Гелуг. В борьбе за политическую власть школа Джонанг поддерживала сторонников Карма-кагью, выступая против правящей в Тибете теократии, и разделила вместе с ними поражение.
С укреплением в Тибете власти школы Гелуг при поддержке монгольских войск и при проигрыше монгольских войск противников Гелуг, политическое и территориальное влияние школы Джонанг начало уменьшаться. В середине XVII века монгольская армия Гуши-хана вторглась в Центральный Тибет, разгромила тибетских правителей Цанга и возвела на престол Далай-ламу V (1617—1682). В 1650, Далай-лама V запретил учение Жентонг версии Долпопы с Таранатхой и печатание текстов Джонанг в Тибете, обвинив Джонанг в подмене буддийского учения индуистским. (Учение Карма-кагью индуистским он, при этом, никогда не объявлял.) Тогда, в 1658, Далай-лама V преобразовал монастырь Джонанг Пунцог Чойлинг в монастырь линии Гелуг (каким он и оставался вплоть до передачи Богдо-гэгэну IX в Индии). Это официально ознаменовало упадок школы Джонанг в Центральном Тибете. Одним из поводов было различие в философских доктринах школ Джонанг и Гелуг. Доктрина Жентонг связана с индийской теорией Татхагатагарбхи и оказалась близка философским взглядам буддистов Китая (школа Чань) и Японии (школа Дзен): но есть две разных версии Жентонг. Философия Гелуг, точно так же как Жентонг школ Кагью и Ньингма, признаёт на абсолютном уровне (а не только лишь на относительном) пустоту от самобытия — в то время, как Жентонг Долпопы с Таранатхой отрицает пустоту от самобытия на абсолютном уровне, сводя её исключительно к уровню относительному.
В то время как сфера политического и военного влияния Гелуг простиралась до границ Центрального Тибета, провинция Амдо и восточный Тибет (Кхам) оказались незатронутыми. Здесь, в отдаленных районах Голок, Нгаба и области Серта в Амдо, последователи Джонанг нашли убежище. Ещё с XV века, с основания монастыря Чодже мастером Ринчен Палом (1350 — 1435) при патронаже императоров китайский империи Мин, традиция Джонанг прочно обосновалась в этой обширной сельской местности Амдо. К середине XVI века Джонанг объединила свои монашеские комплексы вокруг области Дзамтанг в Амдо, усилил своё влияние до степени, что они стали местными императорскими регентами. Эта изолированная область во время XVII века стала основным местом, где линия Джонанг спасалась от преследований, строя монастыри и передавая учение Жентонг и Калачакра-тантру.
В конце XIX века мастера внесектарного движения Риме Джамгон Конгтрул (1813—1899) и Джамьянг Кхенце Вангпо (1820—1892), начали свою деятельность в Восточном Тибете. Письма этих фигур, включая сущностные наставления от живых духовных традиций Тибета, под названием «Пять Сокровищ Конгтрула», вновь разожгли интерес к традиции Джонанг и литературе о доктрине Жентонг. В этот период стало известно о таких великих мастерах, продолжающих традицию прошлого, как Бамда Гелег (1844—1904) и Кэнпо Лодро Дракпа (1920—1975), авторов текстов «Рев Бесстрашного Льва» и «История школы Джонанг».
При этом, Джамгон Конгтрул приписывал Долпопе Жентонг Третьего Кармапы Рангджунг Дордже, который учил пустоте от самобытия на абсолютном уровне — в то время, когда исторический Долпопа пустоту от самобытия на абсолютном уровне отрицал, редуцируя к относительному уровню. Жентонг Джамгон Конгтрула представлял собой традицию Кагью и Ньингма, а не Джонанг (в Тибете бытовали две различных версии Жентонг).

## Особенности традиции Джонанг
Школа Джонангпа является единственной из тибетских школ, где практика Калачакра-тантры является основной. Джонангпа является единственной из тибетских школ, где сохранилась непрерывная линия мастеров практикующих стадию завершения Калачакры. При этом, традиция Джонанг не является единственным держателем практик стадии завершения Калачакры: стадия завершения Калачакры практикуется в Гелуг. Также Джонанг известна как распространитель воззрения Жентонг в версии Долпопы с Таранатхой. Особенностью этой философской доктрины является отрицание пустоты от самобытия на абсолютном уровне, поскольку именно так понимали Татхагатагарбху Долпопа с Таранатхой.

## Выдающиеся учителя традиции Джонанг

### Долпопа Шераб Гьялцен
Долпопа был одним из самых влиятельных буддийских мастеров Тибета. Став сначала важным ученым традиции Сакья, он перебрался затем в монастырь Джонанг, где стал четвёртым главой этого монастырского комплекса и затем построил там монументальную ступу. Собственно, Долпопа и является тем, кто сформулировал доктрину Жентонг. Его интерпретации Махаяны и Ваджраяны вызвали дискуссии, продолжавшиеся почти 700 лет.

### Джецун Таранатха
Таранатха родился в 1575 году в округе Дронг провинции Цанг (тиб. gtsang) в Западном Тибете. Согласно рассказам о его жизни, подтверждаемым автобиографией, Кхенчен Лунгриг Гьямцо признал его в раннем возрасте перерождением Кюнга Дролчога, видного учителя традиции Джонанг. Его препроводили в местный монастырь для получения образования. Со временем он обосновался в Джомонанге — монастырском центре Джонанг в Цанге.

## Традиция Джонанг сегодня
В 1960-е годы, во время Культурной революции в КНР, многие из великих мастеров линии были вынуждены покинуть монастыри, и бежать в сельскую местность Амдо, где они блуждали как кочевники или находили убежище в пещерах. Два следующих десятилетия последователи школы жили бездомными на собственной родине и собирались вместе только на летние затворы. После окончания Культурной революции в 1976 г., монахи Джонангпы начали возвращаться в свои монастыри, где восстановили и возродили свою уникальную духовную традицию. После того, как китайские власти открыли доступ иностранцам в некоторые районы древнего Тибета (входящие сейчас в провинции Сычуань и Цинхай), в изолированных областях было обнаружено не менее 40 монастырей, принадлежащих школе Джонанг, включая главный монастырь по имени Цангва, расположенный в районе Дзамтанг, провинции Сычуань. Эти монастыри, в которых живут приблизительно 5000 монахов, были найдены в Амдо и районах Гьяронг, Кингэй и в Тибетской Автономной Области.
Поскольку книги Долпопы были запрещены в XVII веке, они стали чрезвычайно редкими. В 1970-е и 1980-е годы некоторые из его книг были вновь открыты и переизданы. (Американская Библиотека Конгресса теперь имеет полный набор Собрания сочинений Долпопы, которые были переизданы в Дели в 1992.)
Учение Калачакры со времён основателя школы, Цонкапы, является важной частью традиции Гелугпа. Цонкапа не принял комментарий Таранатхи на практику Калачакры, написав собственный. Его Святейшество, действующий XIV Далай-Лама, активно дает посвящение в Калачакра-тантру. Более того, сейчас, когда под руководством Далай-ламы XIV идет консолидация всех школ тибетского буддизма, проводится всяческое содействие укоренению этой традиции за пределами Тибета. Так, Его Святейшество Далай-лама XIV подарил главе линии Его Святейшеству Богдо-гэгэну IX Халха Джецун Дамбе Ринпоче первый за пределами Тибета монастырь Джонанг, на склоне горы в г. Шимла, столице индийского штата Химачал-Прадеш. Монастырь был назван в честь монастыря Джонанг Пунцог Чойлинг, построенного когда-то Таранатхой, преобразованного в 1658 Далай-ламой V в монастырь линии Гелуг, а позже разрушенного во время Культурной революции. В воссозданном монастыре сейчас живут больше пятидесяти молодых монахов.
В настоящее время монастыри школы Джонанг существуют не только в Тибете, но и в Индии, Непале, на острове Тайвань и в США. В 2009 году в Москве открылся центр «Джонангпа» под руководством ламы Йонтена Гиалтсо.